# Eugenia León

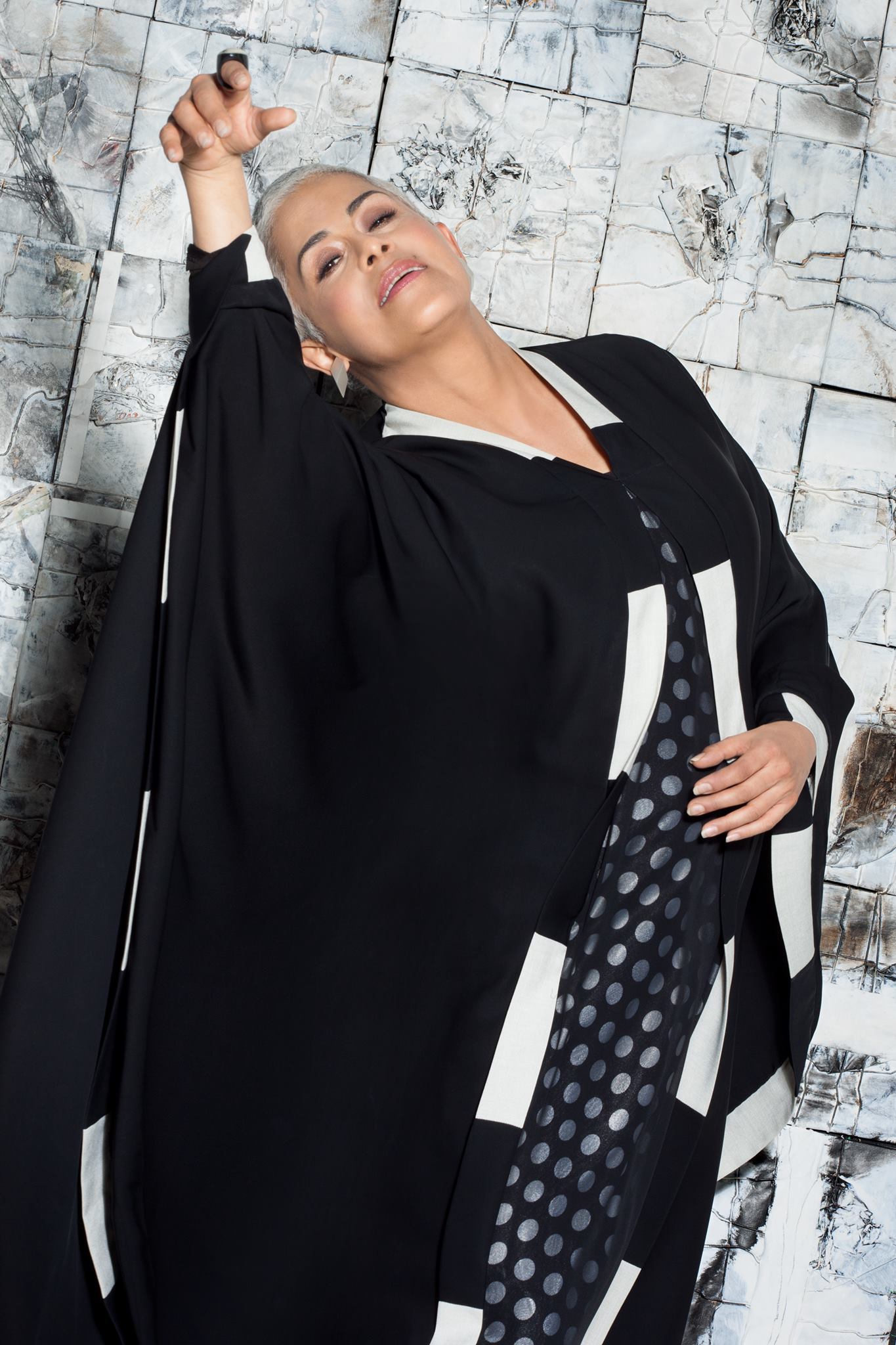
Eugenia León (2016)

Eugenia León (* 7. Juni 1956 in Tlanepantla) ist eine mexikanische Sängerin und Schauspielerin.

## Karriere
León besuchte die Colegio de Ciencias y Humanidades de Naucalpan und studierte ab dem achtzehnten Lebensjahr an der Escuela Nacional de Música der Universidad Autónoma de México. Mit ihrer Schwester gründete sie die Gruppe Víctor Jara, die sich lateinamerikanischer Volksmusik widmete, später schloss sie sich Naldo Labríns Gruppe Sanampay an. Von dieser trennte sie sich 1982, um eine solistische Laufbahn zu beginnen.
1983 veröffentlichte sie ihr erstes Album Así te quiero und tourte mit einer kleinen Band durch Mexiko. Mit Marcial Alejandros Lied El Fandango Aquí nahm sie Vertreterin Mexikos am Internationalen Festival der OTI in Sevilla teil und gewann damit den Ersten Preis. Auf mehr als 20 Alben sang sie in der Folgezeit Kompositionen u. a. von Fito Páez, David Haro, Guillermo Briseño, Joan Manuel Serrat, Marcial Alejandro, Armando Manzanero, José Alfredo Jiménez, Francisco Gabilondo Soler, Liliana Felipe und María Grever. Zu ihren musikalischen Partnern zählten u. a. Pablo Milanés und Ramón Vargas, mit dem sie das Album Corazón mexicano aufnahm.
2003 übernahm sie die Moderation der Sendung Acústico auf Kanal 22 des Senders Mexiko-Stadt. Hier waren Musiker wie Daniela Romo, José Feliciano, Lila Downs, Regina Orozco, Susana Zabaleta, Chavela Vargas Pablo Milanés, Marco Antonio Muñiz, Sin Bandera, José Feliciano, Gilberto Santa Rosa, Armando Manzanero, Ramón Vargas, Tania Libertad, Guadalupe Pineda und Amaury Pérez zu Gast. Zu ihrem zwanzigjährigen Jubiläum als Sängerin gab sie 2003 ein Konzert mit dem Orquesta Sinfónica de las Américas im Auditorio Nacional.
2008 nahm sie neben Vikki Carr, Alberto Angel und Los Camperos de Nati Cano an einem Special des PBS zur mexikanischen Musik unter dem Titel Fiesta Mexicana teil. Im gleichen Jahr debütierte sie neben Ana Claudia Talancón, Daniel Giménez Cacho und José María de Tavira in dem Film Arráncame la vida nach einem Roman von Àngeles Mastreta in der Rolle der Toña la Negra als Schauspielerin. Mit dem Album Las Tres Grandes (mit Tania Libertad und Guadelupe Pineda) wurde sie 2016 für einen Latin Grammy nominiert.

## Diskografie
Alben (Auswahl)

| Jahr | Titel                     | Höchstplatzierung, Gesamtwochen, AuszeichnungChartsChartplatzierungen (Jahr, Titel, Platzierungen, Wochen, Auszeichnungen, Anmerkungen) | Anmerkungen                            |
| Jahr | Titel                     | MX | Anmerkungen                            |
| ---- | ------------------------- | --- | -------------------------------------- |
| 2007 | Pasional                  | MX15 (28 Wo.)MX |                                        |
| 2008 | Puño de tierra            | MX13 (20 Wo.)MX |                                        |
| 2009 | Cine                      | MX42 (13 Wo.)MX |                                        |
| 2011 | Lo mejor de las 3 grandes | MX5 (6 Wo.)MX | mit Tania Libertad & Guadelupe Pineda  |
| 2011 | Agua de beber             | MX22 (11 Wo.)MX |                                        |
| 2020 | A Los 4 Vientos           | MX11 (11 Wo.)MX | Erstveröffentlichung: 28. Februar 2020 |